# 国際原子力事象評価尺度
国際原子力事象評価尺度（こくさいげんしりょくじしょうひょうかしゃくど、英：International Nuclear and Radiological Event Scale, INES（イネス））とは、国際原子力機関 (IAEA) と経済協力開発機構原子力機関 (OECD/NEA) が策定した、原子力事故・故障の評価の尺度。

## 概要
国際原子力事象評価尺度は、原子力事故の共通評価を目的とした指標であり、1990年から試験的に運用された。1992年に各国に対し正式採用が勧告され、日本でも1992年8月に採用している。
| レベル                                     | 影響の範囲（最も高いレベルが当該事象の評価結果となる）                                              | 影響の範囲（最も高いレベルが当該事象の評価結果となる）                 | 影響の範囲（最も高いレベルが当該事象の評価結果となる） | 参考事例 (レベル3以下は日本国内の事象のみ) |
| レベル                                     | 基準1                                                                                               | 基準2                                                                  | 基準3                                                  | 参考事例 (レベル3以下は日本国内の事象のみ) |
| レベル                                     | 事業所外への影響                                                                                    | 事業所内への影響                                                       | 深層防護の劣化                                         | 参考事例 (レベル3以下は日本国内の事象のみ) |
| ------------------------------------------ | --------------------------------------------------------------------------------------------------- | ---------------------------------------------------------------------- | ------------------------------------------------------ | --- |
| 7 (深刻な事故)                             | 放射性物質の重大な外部放出：ヨウ素131等価で数十ペタベクレル以上の放射性物質の外部放出               | 原子炉や放射性物質障壁が壊滅、再建不能                                 |                                                        | チェルノブイリ原子力発電所事故（1986年） 福島第一原子力発電所事故（2011年） |
| 6 (大事故)                                 | 放射性物質のかなりの外部放出：ヨウ素131等価で数ペタから数十ペタベクレル相当の放射性物質の外部放出   | 原子炉や放射性物質障壁に致命的な被害                                   |                                                        | キシュテム事故(ウラル核惨事)（1957年） |
| 5 (事業所外へリスクを伴う事故)             | 放射性物質の限定的な外部放出：ヨウ素131等価で数百テラから数ペタベクレル相当の放射性物質の外部放出   | 原子炉の炉心や放射性物質障壁の重大な損傷                               |                                                        | チョーク・リバー研究所原子炉爆発事故（1952年） ウィンズケール原子炉火災事故（1957年） スリーマイル島原子力発電所事故（1979年） ゴイアニア被曝事故（1987年）                                                                                                |
| 4 (事業所外への大きなリスクを伴わない事故) | 放射性物質の少量の外部放出：法定限度を超える程度（数ミリシーベルト）の公衆被曝                      | 原子炉の炉心や放射性物質障壁のかなりの損傷／従業員の致死量被曝         |                                                        | フォールズSL-1炉爆発事故（1961年） 東海村JCO臨界事故（1999年） フルーリュス放射性物質研究所ガス漏れ事故（2008年）等 |
| 3 (重大な異常事象)                         | 放射性物質の極めて少量の外部放出：法定限度の10分の1を超える程度（10分の数ミリシーベルト）の公衆被曝 | 重大な放射性物質による汚染／急性の放射線障害を生じる従業員被曝         | 深層防護の喪失                                         | 動燃東海事業所火災爆発事故（1997年） 東北地方太平洋沖地震によって福島第二原子力発電所で起こったトラブル（暫定2011年) 日本製鉄瀬戸内製鉄所X線被曝事故（2021年）                                                                                             |
| 2 (異常事象)                               | | かなりの放射性物質による汚染／法定の年間線量当量限度を超える従業員被曝 | 深層防護のかなりの劣化                                 | 関西電力美浜発電所2号機・蒸気発生器伝熱管損傷（1991年） 北陸電力志賀原子力発電所1号機・臨界事故（1999年） 東北電力女川原子力発電所2号機・原子炉補機冷却水ポンプ等の故障（2011年） 日本原子力研究開発機構大洗研究開発センター燃料研究棟・被曝事故（2017年） |
| 1 (逸脱)                                   | |                                                                        | 運転制限範囲からの逸脱                                 | 「もんじゅ」ナトリウム漏洩（1995年） 関西電力美浜発電所3号機・2次冷却水配管蒸気噴出（2004年）等 |
| 0＋ (尺度以下)                             | 安全に影響を与え得る事象                                                                            | 安全に影響を与え得る事象                                               | 安全に影響を与え得る事象                               | 関西電力美浜発電所3号機2次系配管破損事故（2004年）等 |
| ０- (尺度以下)                             | 安全に影響を与えない事象                                                                            | 安全に影響を与えない事象                                               | 安全に影響を与えない事象                               | 新潟県中越沖地震に伴う東京電力柏崎刈羽原子力発電所での一連の事故（2007年）等 |
| 評価対象外                                 | 安全性に関係しない事象                                                                              | 安全性に関係しない事象                                                 | 安全性に関係しない事象                                 | |

※　レベル3以下については、日本国内で発生した事象のみ掲載している。
- シーベルト (Sv) ：放射線が人体に与える影響を表す単位（ミリは1,000分の1）
- ベクレル (Bq) ：放射性物質の量を表す単位（テラは1012=1兆・ペタは1000テラ=1015=1000兆）
- 深層防護の劣化の基準：安全上重要な設備の損傷の度合い

上表は、文部科学省（科学技術・学術政策局原子力安全課）の公文書1 、en:International_Nuclear_Event_Scaleより作成。

## 大気中へ放出された放射性物質の評価
放出された放射性物質の重大性を評価するために、各核種の放射能の等価性を評価するための換算率を与えるという方法が用いられる。ヨウ素の総線量因子を基準として、それぞれの核種の倍率係数（ヨウ素換算倍率係数/放射線学的ヨウ素等価増倍係数; Multplication Factor for Radiological Equivalence to I-131）が規定されている。
総線量因子（Dtot/(Q.X)）は地表からの線量係数と吸引による線量係数の二つを合わせたものである。地表からの線量係数は土壌堆積物から50年積算で求めた線量因子（Dgnd [Sv/Bq･m-2]）と堆積速度（Vg: deposition velocity）の積で表され、吸引による線量係数は吸引線量因子（Dinh）と呼吸率（breathing rate）の積で表される。

Dtot/(Q･X) = Dinh･breathing rate + Vg･Dgnd

チェルノブイリ原子力発電所事故や福島第一原子力発電所事故では、短寿命核種でありながら甲状腺癌への影響が懸念されるヨウ素131に加えて、揮発性で長寿命核種であるセシウム137をヨウ素換算した値の二つの合計値が放射能の放出量として、比較のために取り上げられることがある。たとえば、チェルノブイリ原発事故によって放出された放射能は、ヨウ素131が1800ペタベクレル、セシウム137がヨウ素換算で3400ペタベクレル、合計、5200ペタベクレルという値が報道されている。
補足：京都大学の門信一郎准教授（当時東京大学）は事故当時のINESユーザーマニュアルに掲載されているセシウム134の増倍係数が間違っていることを見出した。著書によると、Dgndとして採用したデータベースが１桁間違っており、その間違った値を用いて増倍係数が評価されていたためである。IAEAに訂正依頼が出され、現行版(INES 2013年英語版)では最終結果のみ、3から17（１桁に丸める指針だと20が正しい）へ変更されている。正しい値を用いて評価し直した結果を→の後に記載する。
| 核種     | 総線量因子 ［Sv/（Bq･s･m－3 ）］ | ヨウ素換算倍率係数 | 放射性物質の放出量     | 放射性物質の放出量     | 放射性物質の放出量 | 放射性物質の放出量    |
| 核種     | 総線量因子 ［Sv/（Bq･s･m－3 ）］ | ヨウ素換算倍率係数 | チェルノブイリ原発事故 | チェルノブイリ原発事故 | 福島第一原発事故   | 福島第一原発事故      |
| 核種     | 総線量因子 ［Sv/（Bq･s･m－3 ）］ | ヨウ素換算倍率係数 | 放射能 ［1015Bq］      | ヨウ素換算 ［1015Bq］  | 放射能 ［1015Bq］  | ヨウ素換算 ［1015Bq］ |
| -------- | -------------------------------- | ------------------ | ---------------------- | ---------------------- | ------------------ | --------------------- |
| 241Am    | 4.17×10－8                       | 8000               |                        |                        |                    |                       |
| 60Co     | 2.65×10－10                      | 50                 |                        |                        |                    |                       |
| 134Cs    | 1.43×10－11 →8.31×10－11         | 3→20               | ∼47                    | 141→940                | 18                 | 54→360                |
| 137Cs    | 2.08×10－10                      | 40                 | ∼85                    | 3400                   | 15                 | 600                   |
| 3H       | 8.58×10－14                      | 0.02               |                        |                        |                    |                       |
| 131I     | 5.14×10－12                      | 1                  | ∼1760                  | 1760                   | 160                | 160                   |
| 192Ir    | 8.78×10－12                      | 2                  |                        |                        |                    |                       |
| 54Mn     | 2.15×10－11                      | 4                  |                        |                        |                    |                       |
| Mo       | 4.18×10－13                      | 0.08               | >72                    | 5.76                   | 0.000000088        | 7.04×10－9            |
| 32P      | 1.13×10－12                      | 0.2                |                        |                        |                    |                       |
| 239Pu    | 5.24×10－8                       | 10000              | 0.013                  | 130                    | 0.0000032          | 0.032                 |
| 106Ru    | 2.90×10－11                      | 6                  | >73                    | 438                    | 0.0000021          | 1.26×10－6            |
| 90Sr     | 8.43×10－11                      | 20                 | ∼10                    | 200                    | 0.14               | 2.8                   |
| 132Te    | 1.7×10－12                       | 0.3                | ∼1150                  | 345                    | 0.76               | 0.228                 |
| 235U (S) | 5.06×10－9                       | 1000               |                        |                        |                    |                       |
| 235U (M) | 3.27×10－9                       | 600                |                        |                        |                    |                       |
| 235U (F) | 2.42×10－9                       | 500                |                        |                        |                    |                       |
| 238U (S) | 4.74×10－9                       | 900                |                        |                        |                    |                       |
| 238U (M) | 3.06×10－9                       | 600                |                        |                        |                    |                       |
| 238U (F) | 2.27×10－9                       | 400                |                        |                        |                    |                       |
| U nat    | 6.12×10－9                       | 1000               |                        |                        |                    |                       |
| 希ガス   |                                  |                    |                        |                        |                    |                       |
| 85Kr     |                                  | 0                  | 33                     | 0                      |                    |                       |
| 133Xe    |                                  | 0                  | 6500                   | 0                      | 11000              | 0                     |
| 合計     |                                  |                    |                        | 6420→7219              |                    | 817→1123              |